# Ірак на Олімпійських іграх
Ірак бере участь в Олімпійських іграх з 1948 року. Він бойкотував Ігри 1956 та 1976 років і пропустив Ігри 1952 та 1972 років. 

## Медалісти
| Медаль | Спортсмени       | Ігри     | Вид спорту     | Дисципліна           |
| ------ | ---------------- | -------- | -------------- | -------------------- |
| Бронза | Абдул Вагід Азіз | Рим 1960 | важка атлетика | легка вага, чоловіки |

| Прапор Іраку | Це незавершена стаття про Ірак. Ви можете допомогти проєкту, виправивши або дописавши її. |